# Eukoenenia lawrencei
Eukoenenia lawrencei är en spindeldjursart som beskrevs av Jules Rémy 1957. Eukoenenia lawrencei ingår i släktet Eukoenenia och familjen Eukoeneniidae. Inga underarter finns listade i Catalogue of Life.